# Shinji Harada 35th Anniverary Special Live!! "The Load to the Light 1st Stage Final"
『Shinji Harada 35th Anniverary Special Live!! "The Load to the Light 1st Stage Final"／原田真二35周年スペシャルライブ　ザ・ロード・トゥー・ザ・ライト・ファースト・ステージ・ファイナル』は、2013年2月20日に発売した、原田真二通算5作目となるライブビデオ（DVD）である。

## 概要
- 2012年11月1日、東京国際フォーラム ホールCにて行われた、原田真二35周年スペシャルライブの模様を完全収録。
- 特典映像として約43分のドキュメンタリー作品も収録（2枚組トータルで200分を超える）。
- 封入特典：オリジナルポストカード（3枚セット）。

### バンドメンバー
- 原田真二 （ギター・ピアノ・パーカッション）
- リューベンマン （ドラムス）／MATARO（パーカッション）／ウォーネルジョーンズ （ベースギター）／太田美知彦 （キーボード&サックス）

## 収録曲

### Disc 1
- ライブ本編　（約134分）

1. Our Song -Guitar Solo-
2. Sports
3. Urban Angels
4. Can You Feel Me
5. Sweet Baby
6. てぃーんず ぶるーす
7. Catch The Wind
8. A Day
9. 恋をブレンドドレッシング
10. シャドー・ボクサー
11. Every Night
12. The Light
13. You Are My Energy
14. Amazing Grace
15. Time Travel
16. Rain
17. Smile On My Love
18. キャンディ -Rock version-
19. No Time
20. 伝説Kiss
21. Our Wish For Recovery 〜夢の光〜
22. Our Song

### Disc 2
- アンコール　（約29分）

1. 地球はこんなにやさしいハート
2. Wake Up
3. Modern Vision
4. 見つめてCarry On

- ドキュメンタリー特典映像　（約43分）

1. The Road To The Light 1st Stage Final -Unseen Footage-

### 関連作品
レーベル別完全盤
- 2007年発売 (1980-1981) 原田真二&クライシス ポリドール・イヤーズ完全盤
- 2012年発売 (1977-1979) (1983-1987) 原田真二 35th Anniversary BOX＜コンプリート FOR LIFE Years＞